# Моонзунд (фільм)
«Моонзунд» (рос. «Моонзунд») — радянський художній фільм 1987 року за мотивами однойменного роману Валентина Пікуля. Прем'єра картини відбулася 27 червня 1988 року.

## Сюжет
Дія відбувається у 1915—1917 роках. Розповідається про заключний період участі Російського флоту у Першій світовій війні на балтійському театрі військових дій. На цьому тлі яскраво показаний трагічний розвал флоту в умовах революційних подій 1917 року, що зароджуються. Герої фільму — офіцери й матроси Балтійського флоту.
Головний герой — старший лейтенант Артєньєв, старший офіцер есмінця «Новік», хоробрий і вольовий, людина честі. Він любить і коханий, але його кохана, Клара, працює на російську військову розвідку і бути разом вони не можуть… Не підтримуючи бунтарських настроїв матросів на своєму кораблі, Артєньєв бере на себе командування батареєю біля мису Церель, що захищала найнебезпечніше місце в обороні проти німців.
Кульмінація фільму — героїчна оборона Моонзундського архіпелагу моряками, що останніми залишилися вірними присязі з метою не допустити прорив німецьких кораблів до Петрограда.

## У головних ролях
- Олег Меншиков —  Артєньєв Сергій Миколайович, старший лейтенант
- Володимир Гостюхін —  Семенчук Трохим, матрос
- Людмила Нільська —  Клара Георгіївна Ізельгоф, Анна Ревельська
- Микола Караченцов —  фон Кнюпфер, каперанг
- Юрій Бєляєв —  Колчак Олександр Васильович
- Борис Клюєв —  фон Грапф Гарольд Карлович
- Вія Артмане —  фрау Мільх
- Володимир Баранов —  вістовий Платов
- Олексій Булдаков —  Портнягін, матрос
- Костянтин Воробйов —  офіцер
- Ерік Вілсонс —  Парламентер
- Євгенія Добровольська —  Ірина, сестра Артєньєва
- Євген Євстигнєєв —  адмірал Микола Оттович фон Ессен
- Володимир Єрьомін —  Леонід Олександрович Дейчман, інженер-механік
- Сергій Гармаш —  матрос Павло Дибенко
- Володимир Головін —  фон Ден
- Юрій Гончаров —  Хатов, матрос
- Артем Іноземцев — адмірал Бахірєв
- Вадим Лобанов —  начальник контррозвідки
- Петро Юрченков —  старший лейтенант Володимир Петряєв
- Вадим Яковлєв —  Орєхов, старшина
- Геннадій Богачов —  Сташевський, морський аташе
- Віктор Бичков —  есер
- Євген Глущевський —  офіцер
- Петро Шелохонов — капітан Ондрієв
- Герберт Дмитрієв —  Юхим Слищенко, старшина
- Ігор Добряков —  старшина
- Сергій Заморєв —  Ренгартен
- Валерій Захар'єв —  матрос
- Залигін Володимир —  матрос
- Георгій Корольчук —  корабельний священник
- Валерій Кузін —  морський міністр
- Сергій Лосєв —  черговий по штабу
- Анатолій Петров —  матрос
- Анатолій Пустохін —  капітан загороджувача «Прип'ять»
- Ернст Романов —  Развозов

## Знімальна група
- Автор сценарію —  Едуард Володарський, Галина Муратова
- Режисер-постановник —  Олександр Муратов
- Оператор-постановник —  Костянтин Рижов
- Художники-постановники —  Євген Гуков,  Михайло Герасимов
- Композитор — Олександр Михайлов